# 수원지방법원 성남지원
수원지방법원 성남지원은 수원지방법원을 관할하는 사건 중에서 성남시, 광주시, 하남시를 관할하는 법원이다.

## 관할 구역
- 재판관할구역: 성남시, 광주시, 하남시
- 등기관할구역: 성남시 수정구, 중원구 (단, 상업등기는 성남시 전 지역)
- 즉결관할구역: 성남시

## 지원장
| 순번 | 이름   | 재임 기간                         |
| ---- | ------ | --------------------------------- |
| 1대  | 최규봉 | 1982년 9월 1일 ~ 1983년 8월 31일  |
| 2대  | 정현식 | 1983년 9월 1일 ~ 1985년 8월 31일  |
| 3대  | 성병현 | 1985년 9월 1일 ~ 1987년 2월 28일  |
| 4대  | 조윤   | 1987년 3월 1일 ~ 1987년 8월 31일  |
| 5대  | 정덕장 | 1987년 9월 1일 ~ 1990년 2월 28일  |
| 6대  | 이재훈 | 1990년 3월 1일 ~ 1990년 8월 31일  |
| 7대  | 이상현 | 1990년 9월 1일 ~ 1992년 8월 20일  |
| 8대  | 이상문 | 1992년 8월 21일 ~ 1995년 2월 28일 |
| 9대  | 이홍훈 | 1995년 3월 1일 ~ 1996년 2월 29일  |
| 10대 | 오세빈 | 1996년 3월 1일 ~ 1997년 2월 26일  |
| 11대 | 최정수 | 1997년 2월 27일 ~ 1998년 3월 3일  |
| 12대 | 김능환 | 1998년 3월 4일 ~ 1999년 10월 24일 |
| 13대 | 박해성 | 1999년 10월 25일 ~2001년 2월 18일 |
| 14대 | 박삼봉 | 2001년 2월 19일 ~ 2002년 2월 17일 |
| 15대 | 심상철 | 2002년 2월 18일 ~ 2004년 2월 17일 |
| 16대 | 김종호 | 2004년 2월 18일 ~ 2006년 2월 19일 |
| 17대 | 최병철 | 2006년 2월 20일 ~ 2008년 2월 20일 |
| 18대 | 이현승 | 2008년 2월 21일 ~ 2011년 2월 27일 |
| 19대 | 김정만 | 2011년 2월 28일 ~ 2012년 2월 26일 |
| 20대 | 김시철 | 2012년 2월 27일 ~ 2013년 2월 24일 |
| 21대 | 손지호 | 2013년 2월 25일 ~ 2014년 2월 23일 |
| 22대 | 박홍래 | 2014년 2월 24일 ~ 2016년 2월 19일 |
| 23대 | 정효채 | 2016년 2월 20일 ~ 2018년 2월 25일 |
| 24대 | 고연금 | 2018년 2월 26일 ~ 현재            |

## 조직
- 사무국장
- 총무과
  - 총무과장
  - 서무
  - 지출
  - 용도
  - 도서실
  - 안내데스크, 당직실
- 민사과
  - 민사과장
  - 서무
  - 제1~4민사부
  - 제1가사부
  - 민사2~8단독
  - 민사21~22단독
  - 가사1~2단독, 가사비송
  - 보존계
- 민사신청과
  - 민사신청과장
  - 서무(전자독촉전담)
  - 경매접수(지급명령, 재산명시접수)
  - 신청접수(가압류, 가처분)
  - 기타집행접수
  - 공시최고, 임차권등기명령,비송,강제집행정지, 재소전 화해
  - 기타집행(결정,해제)
  - 신청합의결정
  - 신청단독결정(민사11/12단독)
  - 신청해제, 담보취소
  - 신청이의,취소
  - 재산명시/채무불이행자 명부 등재말소
  - 지급명령
  - 경매1~8계
  - 경매보조,과태료,재산조회
  - 보존계
  - 채권배당
- 형사과
  - 형사과장
  - 서무, 즉결, 영장
  - 약식
  - 제1형사부
  - 형사1~7단독
  - 야간영장
- 등기과
  - 등기과장
  - 서무,접수
  - 조사1~2계
  - 법인계 및 민원안내
  - 확정일자,유인등본발급
- 종합민원실
  - 종합민원실장
  - 서무(제증명 보조)
  - 공탁, 보관금
  - 가족관계등록
  - 민원
  - 민사소장접수
  - 민사문건접수
  - 형사,가사접수
- 집행관사무소

## 재판 개정
- 월요일: 제3가사부, 제1형사부(성폭력). 민사12단독, 형사2단독(게임), 형사3단독(교통)
- 화요일: 제1~2민사부(전자소송), 제5민사부(신청합의, 전자소송). 제6민사부. 제1형사부(성폭력). 민사4단독(교통,산재,전자소송), 민사8단독(전자소송), 형사4단독(교통), 형사6단독(성폭력), 형사11단독(외국인)
- 수요일: 제5민사부(신청합의, 전자소송), 제6민사부, 민사2단독(고액,전자소송), 민사6단독(전자소송). 민사22단독(소액,전자소송), 형사1단독(마약), 형사2단독(게임), 형사5단독(소년), 형사12단독(가정,아동보호)
- 목요일: 제1형사부(성폭력), 민사2단독(고액,전자소송), 민사21단독(소액,전자소송), 가사1~2단독(전자소송), 형사3단독(교통), 형사4단독(교통)
- 금요일: 제3민사부(전자소송), 제5민사부(신청합의, 전자소송), 제6민사부, 제1가사부(전자소송). 민사1단독(전자소송), 민사5단독(전자소송), 민사7단독(전자소송), 형사1단독(마약), 형사5단독(소년), 형사6단독(성폭력), 형사11단독(외국인)